# Gerrit Kleerekoper
Gerrit Kleerekoper (Amsterdam, 15 febbraio 1897 – Sobibór, 2 luglio 1943) è stato un allenatore di ginnastica artistica olandese di origine ebraica, vittima dell'Olocausto.

## Biografia
Gerrit Kleerekoper era di origine ebraica ed era sposato con due figli e lavorava come tagliatore di diamanti.
Nel 1928 ha guidato la squadra di ginnastica femminile olandese a vincere la medaglia d'oro alle Olimpiadi di Amsterdam, realizzando 316,75 punti, davanti all'Italia e al Regno Unito.  La squadra era composto da 12 atlete: Alida van den Bos, Estella Agsteribbe, Jacomina van den Berg, Petronella Burgerhof, Elka de Levie, Helena Nordheim, Anna Polak, Petronella van Randwijk, Hendrika van Rumt, Judikje Simons, Jacoba Stelma e Anna van der Vegt.
Per le sue origini ebraiche, Kleerekoper fu deportato durante la seconda guerra mondiale e venne ucciso, assieme con la moglie Elisabeth e la figlia Kaatje di quattordici anni, nel campo di sterminio di Sobibór. Ventinove giorni dopo, anche il figlio Leendert mori' nel campo di concentramento di Auschwitz. Furono vittime dell'Olocausto anche quattro delle cinque atlete della squadra olimpica che erano di origine ebraica: Estella Agsteribbe, Helena Nordheim, Anna Polak, e Judikje Simons. Elka de Levie fu l'unica superstite dell'Olocausto, riuscendo a rimanere nascosta in clandestinità. 
Nel 1997 Kleerekoper è stato inserito, insieme alle ragazze ebree della squadra, nell'International Jewish Sports Hall of Fame.